# 烏沙奇
烏沙奇是白俄羅斯的城鎮，位於維捷布斯克以西150公里，由維捷布斯克州負責管轄，海拔高度148米，2009年人口5,600。第二次世界大戰期間，納粹德國在1944年4月30日至1944年6月29日佔領該鎮。